# 청구그룹
청구그룹(靑丘─, Chong Gu Group)은 1973년 창립하였던 청구주택개발공사(주)(이후 청구주택(주)로 변경.)을 모태로 1970년대부터 1990년대 말까지 대한민국 재계서열 30위 안을 지켜왔고 총 매출이 1조1천억원이었던 대한민국의 대규모 기업집단이었다.
건설, 토목, 방송, 유통, 금융, 관광, 레저, 정보통신 등 여러 사업부문을 두었으며, 주로 대구, 경북지역을 무대로 주택 사업을 주력으로 하여 1980년대부터 꾸준한 성장을 하였으나 1997년 발생한 IMF 외환위기로 인하여 해체되었다.

## 기업연혁

### 청구그룹의 성장기 연혁
1973년 청구주택개발(주)으로 창립하였다. 1970년대 단독주택을 건설하여 판매하는 소규모 주택사업으로 시작하여 대구, 경북지역의 단독주택 판매 사업과, 아파트 분양을 실시하였다. 청구는 1982년 지방건설업체로는 최초로 서울에 진출하여 혁신적인 설계로 주부들 사이에 선풍을 일으키며 서울 및 수도권 지방까지 사업영역을 확장하였다. 1989년 수도권 신도시 사업이 터지면서 일대 도약의 전기를 맞았다. 청구주택개발은 신도시 사업으로 주택업계에서 확고히 자리를 잡자 그룹을 형성하였으며, 사업계획방향을 `탈주택 계획'으로 전환하여, 블루힐백화점, 대구방송, 파라비전 등 방송, 유통, 금융, 관광, 정보통신, 레저로 급속히 사업을 확장하였다.
- 1973년 모태인 청구주택개발(주) 창립.
- 1973년 경상북도 대구시(현 대구광역시) 아파트 건설.
- 1975년 경상북도 대구시 중구(현 대구광역시 중구) 아파트 입주.
- 1994년 4월 9일 정부의 부산, 대구, 대전, 광주 등 4개 직할시(현재 광역시)에 지역민방 설립 계획 발표.

이후 (주) 청구그룹 대구,경북지역 지역민방 운영주체 설립되기 위하여 지역민방 운영주체 신청함.
- 1994년 8월 10일 대구지역 민방 운영주체 선정. (주)청구가 대구, 경북남부지역 민영방송 사업자로 선정됨.
- 1994년 10월 대구, 경북남부 지역 방송권역인 지역 민방으로 (주)대구방송 설립.
- 1995년 5월 14일 TBC 대구방송 개국 (호출부호 HLDE TV, TV 채널 UHF 19번, 팔공산 송신소 출력 30KW 방송권역, 대구광역시 전역, 경상북도 남부 및 중, 서부 일부 지역)

### 해체
청구그룹에서 위에서 나열된 신규사업 진출과 부채상환에 필요한 자금 마련을 위해 금리, 중도금 납부기일 등의 조건이 불리한 속에서 무리한 사업 확장으로 인하여 이미 IMF 외환위기가 오기 전 1~2년전에 벌써 증권가와 경제계에서 부도설이 나돌았다. 신규 자금마련을 위하여 분양가능성을 무시하고 주먹구구식으로 아파트 건설을 강행하여 IMF 외환위기 직전인 1997년 11월말 미분양 아파트가 1천6백26가구에 이르러 여기에만 묶인 자금이 2천억원에 달하며 그룹 총부채는 총매출에 맞먹는 1조7백억원이었다. 업계에는 그동안 청구가 이른바 `TK' 정서에 의지하여 하루하루를 버티고 있으며 당시 1997년 15대 대통령 선거가 끝나면 견디기 어려울 것이라는 관측이 나돌았었다.

### 청구그룹의 해체 과정
청구그룹이 좌초한 직접적인 원인은 IMF 한파에 따른 자금시장 경색이라고 할 수 있다. 청구그룹은 금융기관의 자구책 여파로 여신이 동결된데다 기존 여신의 상환압력, 회사채 재발급 불능 등으로 1997년에 들어서 극심한 자금난을 겪어왔으며 IMF 구제금융 이후로는 일반금리가 20%, 단기금리가 40%로 치솟는 상황에서 정상적인 기업 활동이 거의 불가능하였다. 특히, 시중금리가 아파트 중도금 연체 이자율보다 더 높아지자 아파트 분양계약자들이 대거 중도급 납입을 포기, 자금 유입이 사실상 중단되었다. 하지만 청구의 좌초는 IMF 사태이전에 이미 예견되어왔다. 신도시 특수가 끝나 주택건설물량이 급감, 우성, 유원, 삼익, 건영, 한신공영 등 주택 명문이 줄줄이 쓰러지면서 주택전문업체들의 도산이 우려되어 왔으나 청구는 유통, 방송 등으로 사업다각화를 계속하였다. 아파트로 닦은 주부들 사이의 명성을 유통에 끌어들인다는 전략하에 1996년 경기도 성남시 분당에 2천억원을 투자, 블루힐백화점을 개점하였으나 서울 강남으로 향하는 `고급' 소비자들의 흡수에 실패, 투자 자금을 제대로 회수하지 못하였다. 1995년에는 TBC 대구방송 설립에 1백50억원을 출자, 대구, 경북지역을 권역으로 하는 지역민방인 TBC 대구방송을 설립하여 방송업에 진출하였으나 방송에 진출하자마자 자금난에 의한 TBC 대구방송의 매각설과 청구 부도설이 제기돼 곤욕을 치렀다. 청구는 주력업종의 침체, 사업다각화 실패에도 불구하고 왕십리역사, 대구복합화물터미널 건설 등 물류사업과 종합영상프로덕션인 ㈜파라비전 설립 등 멀티미디어, 정보통신사업에 진출하였다.
- 1997년 12월 IMF 외환위기로 인하여 자금난이 발생.
- 1997년 12월 1일 청구그룹 4개사 계열사 합병 추진.
- 1997년 12월 3일 IMF 구제금융 체제 시작.
- 1997년 12월 26일 대구지방법원에 화의신청
- 1997년 12월 27일 그룹 해체.
- 2006년 6월 청구주택 화인캐피탈에서 인수 운영.
- 2007년 7월 청구주택 지벤 브랜드로 아파트 사업 재기.
- 2008년 5월 청구주택 워크아웃 졸업.
- 2010년 5월 세계 금융위기로 인해 청구주택 완전 파산.

## 계열사 매각, 그리고 현재

### 주택, 조경
청구그룹이 해체된 지 10년 이상 지났으나 청구주택은 2010년대 들어서 2008년 미국발 금융위기로 인하여 유동성문제와 자금 문제로 다시 부도나 사실상 청구주택은 현재 사라진 회사이며 (주) 청구조경은 그룹 부도 다음 해 폐업됐다.

### 방송, 광고
대구경북 TBC는 현재 (주)나노켐과 (주)귀뚜라미가 최대주주이며  파라비전은 그룹 부도 후 다음해 폐업했고 청구애드는 분사하여 소규모기업체가 되었다가 해체되었다.

### 철강, 건설
(주) 중문개발은  (주) 조방건설, (주) 호진제강, (주) 청구산업건설, (주) 청구공영은 그룹 부도 후 2010년(중문개발) 2007년(조방건설) 99년(호진제강 청구산업개발) 2000년(청구공영) 각각 폐업했다.

### 운송, 무역, 관광
(주) 왕십리역사는 현재 (주) 비트플렉스로 사명변경되어 청구그룹과는 분리되어 운영되고 있다. (주) 대구복합화물터미널은 2006년 3월에 폐업하였다.

### 백화점, 금융
블루힐백화점은 1999년 1월에 롯데백화점에 인수되어 롯데백화점 분당점이 되었다. (주) 경일상호신용금고의 경우 임직원의 비리문제(불법대출, 부실운영)로 영업인가가 취소되었다.

### 기타 계열사
15개 계열사 중 대부분의 청구그룹 계열사들은 대부분이 청산되었다.

### 스포츠
청구그룹에서 운영중이던 청구씨름팀은 해체되었다.

### 청구그룹 계열사 현황 (1997년 당시)
- (주) 청구
- (주) 청구주택
- (주) 대구방송
- (주) 청구조경
- (주) 왕십리역사
- (주) 블루힐백화점
- (주) 파라비전
- (주) 청구산업개발
- (주) 청구공영
- (주) 삼양코아
- (주) 경일상호신용금고
- (주) 호진제강
- (주) 조방건설
- (주) 중문개발
- (주) 대구복합화물터미널